# Nguyễn Văn Biển
Nguyễn Văn Biển (sinh 27 tháng 4 năm 1985) là một huấn luyện viên và cựu cầu thủ bóng đá người Việt Nam. Hiện nay, anh đang làm trợ lý huấn luyện viên tại câu lạc bộ Thể Công – Viettel.
Thời còn thi đấu, Văn Biển chơi ở vị trí hậu vệ cho câu lạc bộ Nam Định và Hà Nội. Anh cũng có 27 lần ra sân cho đội tuyển quốc gia Việt Nam và ghi được 2 bàn thắng.

## Sự nghiệp quốc tế
Văn Biển có trận ra mắt đội tuyển quốc gia vào ngày 24 tháng 12 năm 2006 trong trận giao hữu với Thái Lan. Ngày 17 tháng 1 năm 2007, anh lập một cú đúp góp công vào chiến thắng 9–0 của đội tuyển Việt Nam trước Lào tại vòng bảng AFF Cup 2007.

### Bàn thắng quốc tế
Bàn thắng của đội tuyển Việt Nam được ghi trước.
| #  | Ngày                | Địa điểm           | Đối thủ | Bàn thắng | Kết quả | Giải đấu     |
| -- | ------------------- | ------------------ | ------- | --------- | ------- | ------------ |
| 1. | 17 tháng 1 năm 2007 | Kallang, Singapore | Lào     | 4–0       | 9–0     | AFF Cup 2007 |
| 2. | 17 tháng 1 năm 2007 | Kallang, Singapore | Lào     | 9–0       | 9–0     | AFF Cup 2007 |

## Danh hiệu
Hà Nội
- Vô địch V.League 1: 2013, 2016